# رثاء مكتوب في ساحة الكنيسة الريفية

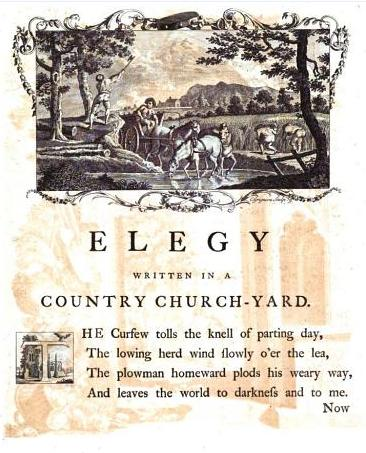
الصفحة الأولى من طبعة دودسلي المصورة من غريز إليجي مع رسم لريتشارد بنتلي

الرثاء المكتوب في ساحة الكنيسة الريفية هي قصيدة كتبها توماس غراي، اكتملت في عام 1750 ونُشرت لأول مرة في عام 1751. أصول القصيدة غير معروفة، لكنها مستوحاة جزئيًا من أفكار غراي بعد وفاة الشاعر ريتشارد ويست عام 1742. أُنجزت القصيدة في الأصل بعنوان ستانزاس كتب في كونتري تشيرش يارد، عندما كان غراي يعيش بالقرب من كنيسة أبرشية سانت جايلز في ستك بغس. تم إرسالها إلى صديقه هوراس والبول، الذي شاع القصيدة بين الأوساط الأدبية في لندن. أُجبر غراي في النهاية على نشر العمل في 15 فبراير 1751 لمنع ناشر مجلة من طباعة نسخة غير مرخصة من القصيدة.
القصيدة مرثاة في الاسم ولكن ليس في الشكل، إنها تستخدم أسلوبًا مشابهًا لأسلوب القصائد المعاصرة، لكنها تجسد تأملًا في الموت وتذكرًا بعد الموت. تجادل القصيدة بأن الذكرى يمكن أن تكون جيدة وسيئة، والراوي يجد الراحة في التأمل في حياة ريفي غامض مدفون في باحة الكنيسة. نسختان من القصيدة، ستانزاس وإليجي، تقتربان من الموت بشكل مختلف. يحتوي الأول على استجابة رواقية للموت، لكن النسخة الأخيرة تحتوي على ضريح مرثى يعمل على قمع خوف الراوي من الموت. من خلال مناقشتها والتركيز على الغامض والمعروف، فإن القصيدة لها تداعيات سياسية محتملة، لكنها لا تقدم أي ادعاءات محددة بشأن السياسة لتكون أكثر عالمية في مقاربتها للحياة والموت.
زُعم أنها «ربما لا تزال حتى اليوم أكثر القصائد الإنجليزية شهرةً وحبًا»، سرعان ما أصبحت المرثية شائعة. تمت طباعتها عدة مرات وبأشكال متنوعة، وترجمت إلى العديد من اللغات، وأشاد بها النقاد حتى بعد أن فقدت شعر غراي الآخر شعبيته. مال النقاد اللاحقون إلى التعليق على لغتها وجوانبها العالمية، لكن البعض شعر أن النهاية غير مقنعة - فشلت في حل الأسئلة التي أثارتها القصيدة - أو أن القصيدة لم تفعل ما يكفي لتقديم بيان سياسي من شأنه أن يساعد في مساعدة الريف الغامض. الفقراء الذين يشكلون صورتها المركزية.

## خلفية

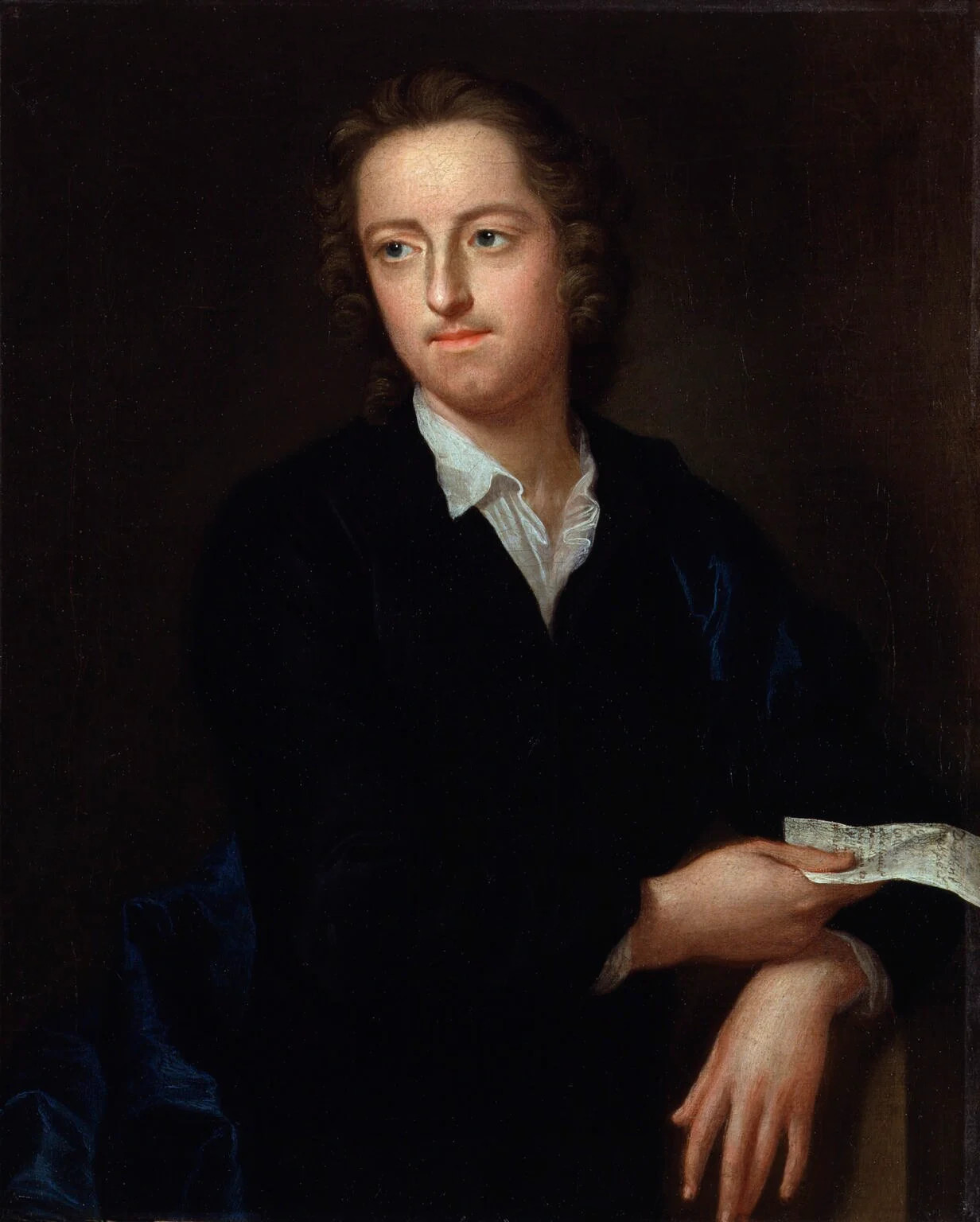
توماس غراي، بقلم جون جايلز إيكاردت، 1747-1748، معرض الصور الوطني، لندن

كانت حياة جراي محاطة بالخسارة والموت، وتوفي الكثير من الأشخاص الذين كان يعرفهم بشكل مؤلم ووحيد. في عام 1749، وقعت عدة أحداث تسببت في إجهاد جراي. في 7 نوفمبر، توفيت ماري أنتروبوس، عمة جراي. موتها دمر عائلته. وتضاعفت الخسارة بعد أيام قليلة بسبب أنباء عن صديقه منذ الصغر كاد هوراس والبول أن يقتل على يد اثنين من سائقي الطرق. على الرغم من أن والبول نجا ومازح فيما بعد بشأن الحدث، إلا أن الحادث عطل قدرة جراي على متابعة منحته الدراسية. أدت الأحداث إلى إضعاف الحالة المزاجية في عيد الميلاد، وكان موت أنتروبوس حاضرًا في أذهان عائلة غراي. كأثر جانبي، تسببت الأحداث في أن يقضي جراي معظم وقته في التفكير في وفاته. عندما بدأ يفكر في جوانب مختلفة من الفناء، جمع رغبته في تحديد وجهة نظر النظام والتقدم الموجود في العالم الكلاسيكي مع جوانب من حياته الخاصة. مع اقتراب الربيع، تساءل جراي عما إذا كانت حياته ستدخل في نوع من دورة الولادة الجديدة، أو إذا مات، إذا كان هناك من يتذكره. تحولت تأملات جراي خلال ربيع 1750 إلى كيفية بقاء سمعة الأفراد. في النهاية، تذكر جراي بعض الأسطر الشعرية التي ألفها عام 1742 بعد وفاة ويست، وهو شاعر يعرفه. باستخدام تلك المادة السابقة، بدأ في تأليف قصيدة من شأنها أن تكون بمثابة إجابة على الأسئلة المختلفة التي كان يفكر فيها.
في 3 يونيو 1750، انتقل جراي إلى ستوك بوجيس، وفي 12 يونيو أكمل رثاء مكتوب في ساحة الكنيسة الريفية. على الفور، قام بتضمين القصيدة في رسالة أرسلها إلى والبول، والتي قال فيها:
تكشف الرسالة أن جراي شعر أن القصيدة لم تكن مهمة، وأنه لم يتوقع أن تحظى بالشعبية أو التأثير كما فعلت. يرفض جراي إيجابياتها باعتبارها مجرد أنه كان قادرًا على إكمال القصيدة، والتي ربما تأثرت بتجربته في فناء الكنيسة في ستوك بوجيس، حيث حضر قداس الأحد وتمكن من زيارة قبر أنتروبوس.
النسخة التي نُشرت وأعيد طبعها لاحقًا كانت عبارة عن نسخة مكونة من 32 مقطعًا مع الاستنتاج «مرثية». قبل نشر النسخة النهائية، تم توزيعها في مجتمع لندن من قبل والبول، الذي أكد أنه سيكون موضوع نقاش شائع طوال عام 1750. بحلول فبراير 1751، تلقى جراي كلمة مفادها أن وليام أوين، ناشر مجلة المجلات، سوف اطبع القصيدة في 16 فبراير. لم تتطلب قوانين حقوق النشر في ذلك الوقت موافقة جراي للنشر. بمساعدة والبول، تمكن من إقناع روبرت دودسلي بطباعة القصيدة في 15 فبراير كمنشور رباعي.
أضاف والبول مقدمة للقصيدة التي تقرأ: «لقد وصلت القصيدة التالية إلى يدي بالصدفة، إذا كان الاستحسان العام الذي انتشرت به هذه القطعة الصغيرة، يمكن تسميته بمصطلح طفيف مثل حادث. إنه الاستحسان مما يجعل من غير الضروري بالنسبة لي تقديم أي اعتذار إلا للمؤلف: نظرًا لأنه لا يسعه إلا أن يشعر ببعض الرضا في إرضاء الكثير من القراء بالفعل، فإنني أشعر بالإطراء لنفسي لأنه سيغفر لي إيصال هذه السرور للكثيرين».
احتوى الكتيب على رسوم توضيحية للرسوم الخشبية وطُبع دون نسب إلى جراي بناءً على طلبه. بعد ذلك مباشرة، طُبعت مجلة أوين مع قصيدة جراي لكنها احتوت على أخطاء متعددة ومشاكل أخرى. في رسالة بعث بها في 20 فبراير إلى والبول، شكره جراي على التدخل والمساعدة في الحصول على نسخة جيدة من القصيدة نُشرت قبل أوين. كانت شائعة جدًا لدرجة أنه أعيد طبعها اثني عشر مرة وأعيد إنتاجها في العديد من الدوريات المختلفة حتى عام 1765، بما في ذلك في قصائد جراي الست (1753) في قصائده (1757)، وفي المجلد الرابع من مجموعة الشعر التي كتبها دودسلي عام 1755. تمت طباعة النسخة المنقحة لعام 1768 في وقت لاحق.

## تكوين

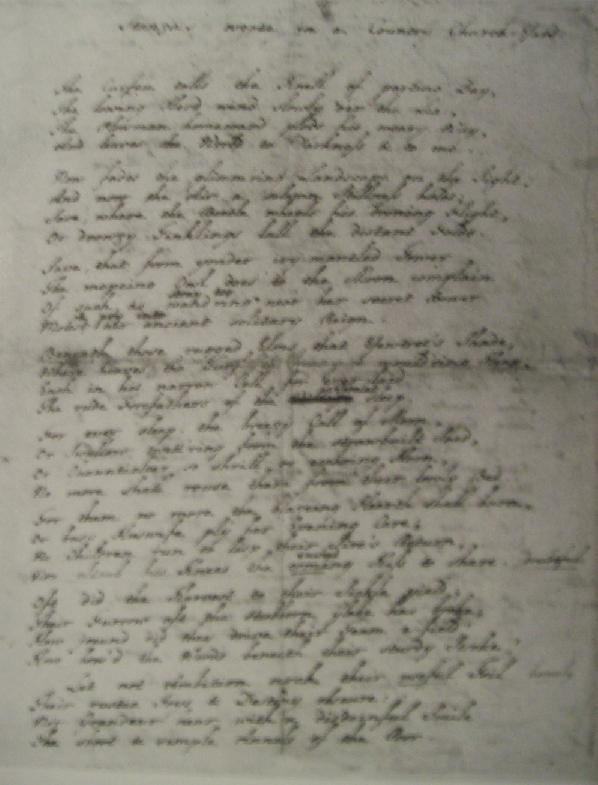
مخطوطة هولوغرافية ل"ستانزاس كتبت في كونتري تشرش يارد" لغراي

نشأت القصيدة على الأرجح في الشعر الذي ألفه غراي في عام 1742. ناقش ويليام ماسون، في مذكراته، صديقه جراي وأصول المرثية: «إنني أميل إلى الاعتقاد بأن مرثية في ساحة كنيسة البلد قد بدأت، إن لم يكن اختتمت، في هذا الوقت [أغسطس 1742] أيضًا: على الرغم من أنني أدرك أنه في الوقت الحالي، فإن الاستنتاج هو تاريخ لاحق، كيف كان ذلك في الأصل سأعرض في ملاحظاتي على القصيدة.» كانت حجة ميسون مجرد تخمين، لكنه جادل بأن إحدى قصائد غراي من مخطوطة إيتون، وهي نسخة من قصائد غراي المكتوبة بخط اليد مملوكة لكلية إيتون، كانت عبارة عن مسودة أولية من 22 مقطعًا من المرثية تسمى «كتاب ستانزا في ساحة الكنيسة الريفية». احتوت نسخة المخطوطة على العديد من الأفكار التي تمت إعادة صياغتها ومراجعتها أثناء محاولته استنباط الأفكار التي ستشكل فيما بعد المرثاة. تم إدخال نسخة لاحقة في كتاب غراي الشائع وأرسلت نسخة ثالثة، مدرجة في رسالة بتاريخ 18 ديسمبر 1750، إلى توماس وارتون. فقدت المسودة المرسلة إلى والبول لاحقًا.
هناك طريقتان محتملتان تم تأليف القصيدة. الأول، مفهوم ميسون، يجادل بأن نسخة إيتون كانت الأصل لقصيدة إيلي وكاملة في حد ذاتها. ادعى النقاد اللاحقون أن النسخة الأصلية كانت أكثر اكتمالًا من النسخة اللاحقة، جادل روجر لونسديل بأن النسخة الأولى لها توازن أقام النقاش، وكانت أوضح من النسخة اللاحقة. وفقًا لماسون، تم الانتهاء من النسخة المبكرة من القصيدة في أغسطس 1742، ولكن هناك القليل من الأدلة لإعطاء مثل هذا التاريخ المحدد. جادل بأن القصيدة كانت رداً على وفاة ويست، لكن لا يوجد الكثير مما يشير إلى أن ميسون لديه مثل هذه المعلومات.
بدلاً من ذلك، كتب والبول إلى ميسون ليقول: «لقد اقتنعت أن ساحة الكنيسة كانت بعد وفاة ويست لمدة ثلاث أو أربع سنوات على الأقل، كما سترى في ملاحظتي. على الأقل أنا متأكد من أنه كان لدي اثني عشر سطرًا أو أكثر من نفسه بعد ثلاث سنوات من تلك الفترة، وكان قد مضى وقت طويل قبل أن ينهيها».
لم يحل الاثنان خلافهما، لكن والبول تنازل عن الأمر، ربما للحفاظ على الرسائل بينهما مهذبة. لكن مخطط غراي للأحداث يقدم الطريقة الثانية المحتملة التي تم بها تأليف القصيدة: كُتبت السطور الأولى من القصيدة في وقت ما في عام 1746 وربما كتب الكثير من القصيدة خلال ذلك الوقت أكثر مما زعم والبول. تُظهر الرسائل احتمالية تاريخ والبول للتكوين، حيث ورد في رسالة بتاريخ 12 يونيو 1750 من غراي إلى والبول أن والبول قد تم توفير سطور من القصيدة قبل سنوات ولم يكن الاثنان على شروط التحدث إلا بعد عام 1745. كانت الرسالة الأخرى الوحيدة لمناقشة القصيدة هي الرسالة التي أُرسلت إلى وارتن في 11 سبتمبر 1746، والتي تشير إلى القصيدة التي يجري العمل عليها.

## النوع
القصيدة ليست جزءًا تقليديًا من النوع الكلاسيكي لمرثى الثيوقراطي، لأنها لا تحزن على فرد. يرتبط استخدام «المرثية» بالقصيدة التي تعتمد على مفهوم إعادة رسيما، أو القلق بشأن حالة الإنسان. تفتقر القصيدة إلى العديد من السمات المعيارية للمرثية: الدعاء، والمعزين، والزهور، والرعاة. لا يؤكد الموضوع على الخسارة كما تفعل الأناقة الأخرى، ولا يعد وضعه الطبيعي مكونًا أساسيًا لموضوعه. من خلال «المرثية» في النهاية، يمكن تضمينها في التقليد كقصيدة تذكارية، وتحتوي على عناصر موضوعية من النوع الرثائي، وخاصة الحداد. ولكن بالمقارنة مع قصيدة تسجل الخسارة الشخصية مثل قصيدة جون ميلتون «ليسيداس»، فإنها تفتقر إلى العديد من الجوانب الزخرفية الموجودة في تلك القصيدة. غراي طبيعي، في حين أن ميلتون مصمم بشكل أكثر اصطناعيًا.
في استحضارها للريف الإنجليزي، تنتمي القصيدة إلى التقليد الخلاب الموجود في جرونجار هيل (1726) لجون داير، والخط الطويل من التقليد الطبوغرافي الذي ألهمته. ومع ذلك، فإنه يختلف عن هذا التقليد في التركيز على وفاة شاعر. تتناول الكثير من القصيدة أسئلة كانت مرتبطة بحياة جراي. خلال تأليف القصيدة، واجه موت الآخرين وشكك في موته. على الرغم من أن القصيدة عالمية في تصريحاتها حول الحياة والموت، إلا أنها كانت ترتكز على مشاعر جراي حول حياته، وكانت بمثابة مرثية لنفسه. على هذا النحو، فإنه يقع ضمن تقليد شعري قديم للشعراء يفكرون في تراثهم. القصيدة، باعتبارها مرثية، تعمل أيضًا على رثاء موت الآخرين، بما في ذلك الغرب، على الرغم من إزالتها. هذا لا يعني أن قصيدة جراي كانت مثل غيرها من قصيدة مدرسة الشعر المقبرة. بدلاً من ذلك، حاول جراي تجنب الوصف الذي قد يثير الرعب الشائع في القصائد الأخرى في التقليد الرثائي. ويزيد من تعقيد ذلك محاولة الراوي تجنب الاستجابة العاطفية للموت، بالاعتماد على الأسئلة البلاغية ومناقشة ما ينقص محيطه. ومع ذلك، فإن الشعور بالقرابة مع «القبر» لروبرت بلير كان معترفًا به بشكل عام بحيث تمت إضافة مرثية جرايز إلى عدة إصدارات من قصيدة بلير بين عامي 1761 و1808، وبعد ذلك بدأ إدراج أعمال أخرى أيضًا.
يرتبط الأداء بالعديد من القصائد التي كتبها جراي أيضًا وتلك الخاصة بجوزيف وارتون وويليام كولينز. تطورت القصيدة، كما تطورت من شكلها الأصلي، من الطريقة الحوراسية وأصبحت أكثر ميلتونيك. اعتمدت القصيدة بنشاط على تقنيات ولغة «اللغة الإنجليزية». كان شكل المقطع، رباعيات مع مخطط قافية ABAB، شائعًا في الشعر الإنجليزي واستخدم طوال القرن السادس عشر. تم دمج أي كلام أجنبي اعتمد عليه جراي مع الكلمات والعبارات الإنجليزية لمنحهم إحساسًا «بالإنجليزية». استخدم شكسبير أو ميلتون العديد من الكلمات الأجنبية التي عدّلها غراي سابقًا، لتأمين نغمة «إنجليزية»، وشدد على الكلمات أحادية المقطع طوال مرثته لإضافة نغمة إنجليزية ريفية.

## قصيدة
تبدأ القصيدة في فناء الكنيسة بمتحدث يصف محيطه بتفاصيل حية. يؤكد المتحدث على كل من الأحاسيس السمعية والبصرية

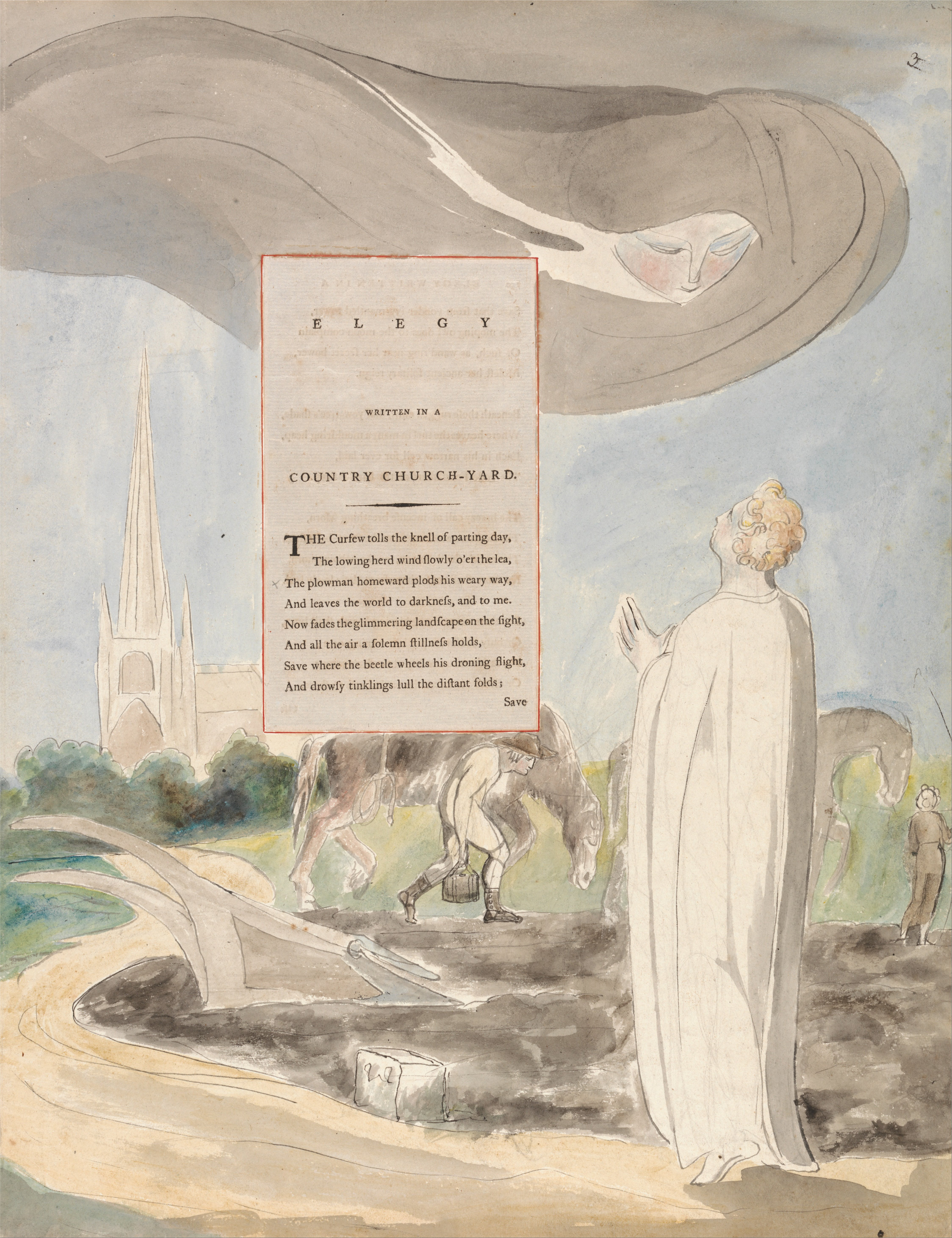
رسم ويليام بليك بالألوان المائية للمقطع الأول

وهو يفحص المنطقة فيما يتعلق بنفسه:
حظر التجوال يقرع ناقوس يوم الفراق

    رياح القطيع المنخفضة ببطء فوق اليرقة،

الحرث إلى المنزل يشق طريقه المرهق،

    ويترك العالم للظلام ولي.

الآن يتلاشى المشهد اللامع على الأفق،

    وكل الهواء يحمله سكون مهيب،

باستثناء المكان الذي تسير فيه الخنفساء رحلتها الطنانة،

    والرنين النعاس يهدئ الطيات البعيدة:

ما عدا ذلك من برج اللبلاب المغطى باللبلاب

    تشكو البومة الكآبة للقمر

مثل، تتجول بالقرب من عبقها السري،

    التحرش بعهدها القديم الانفرادي.
مع استمرار القصيدة، يبدأ المتحدث في التركيز بشكل أقل على الريف وأكثر على محيطه المباشر. تنتقل أوصافه من الأحاسيس إلى أفكاره الخاصة عندما يبدأ في التأكيد على ما هو غير موجود في المشهد، إنه يقارن حياة الريف الغامضة بحياة لا تُنسى. يثير هذا التأمل أفكار المتحدث حول العملية الطبيعية للهدر والإمكانات غير المحققة.
مليئة بجوهرة من أنقى شعاع هادئ

    كهوف دب المحيط المظلمة التي لا يسبر غورها:

ولدت زهرة كاملة لتحمر خجلاً،

    وتهدر حلاوتها على هواء الصحراء.

بعض القرى هامبدن لديها ثدي شجاع،

    صمد طاغية حقوله الصغير،

قد يستريح بعض ميلتون الصامت هنا،

    بعض  كرومويل برئ من دماء بلاده.

تصفيق أعضاء مجلس الشيوخ للقيادة،

    تهديدات الألم والخراب بالاحتقار،

لتشتت الكثير في أرض مبتسمة،

    ويقرأون تاريخهم في عيون أمة،

نهى نصيبهم: ولا حصر وحده

    تنامي فضائلهم لكن جرائمهم محصورة؛

نهى عن الخوض في مجزرة العرش،

    واغلقوا ابواب الرحمة على الانسان.

آلام الحقيقة الواعية التي تكافح للاختباء،

    لإخماد خجل الخجل،

أو كومة مزار الفخامة والفخر

    مع البخور أضرم اللهب في موسى.
يركز المتحدث على اللامساواة التي تأتي من الموت، وحجب الأفراد، بينما يبدأ في الاستسلام لمصيره المحتوم. مع انتهاء القصيدة، يبدأ المتحدث في التعامل مع الموت بطريقة

مباشرة وهو يناقش كيف يرغب البشر في أن نتذكرهم.
من أجلك، الذي، مدركًا لموتك الذي لم يكرم،

    دوست في هذه السطور حكايتهم غير الفنية.

إذا أدت الصدفة، من خلال التأمل الوحيد،

    سوف تستفسر بعض الروح القبلية عن مصيرك،-

لسوء الحظ، قد يقول بعض الخنازير ذات الرأس الأشيب،

    "كثيرا ما رأيناه عند زقزقة الفجر

بالفرشاة بخطوات متسرعة بعيدا عن الندى،

    لمواجهة الشمس على العشب المرتفع.["] 
الأسطر 93-100 

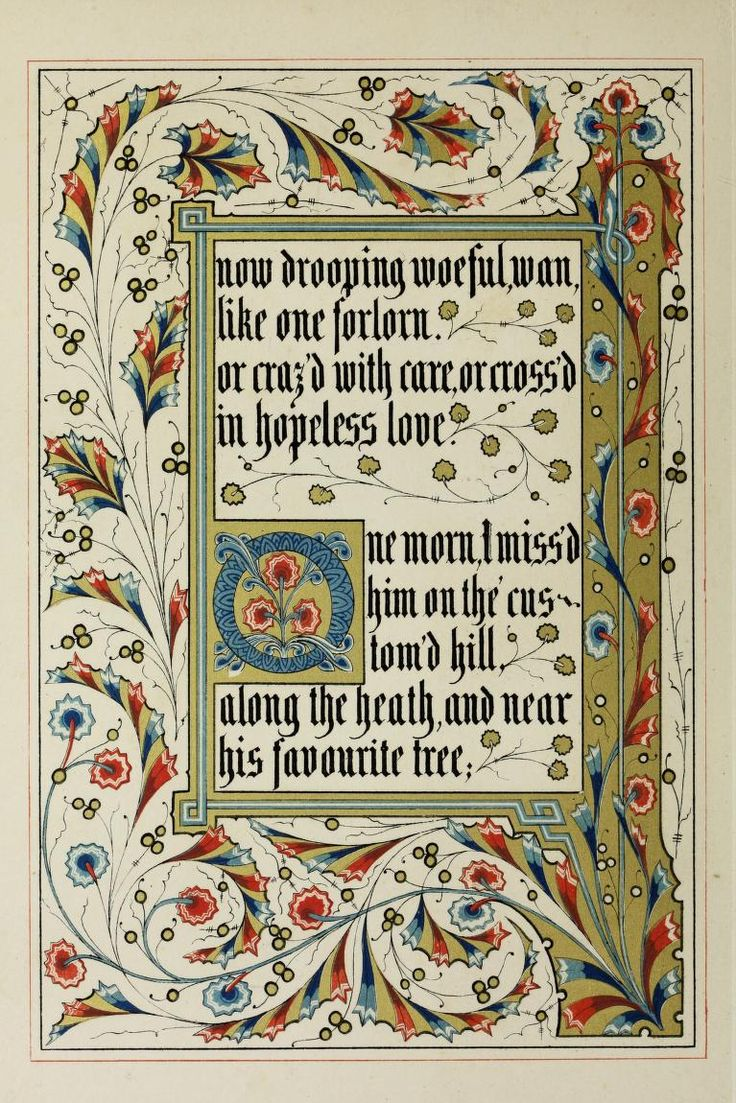
صفحة من طبعة 1846 المضيئة التي صممها أوين جونز

وتختتم القصيدة بوصف قبر الشاعر الذي يتأمل فيه المتحدث، إلى جانب وصف نهاية حياة الشاعر:
"هناك عند سفح خشب الزان الذي يهز رأسه،

    هذا يكمل جذوره الرائعة القديمة عالياً،

طوله الفاتر في الظهيرة سوف يمتد،

    ويثقب النهر الذي يمر به.

صعب من قبل يون وود، والآن يبتسم كما في الاحتقار،

    موترينج خيالاته الضالة كان يتنقل؛

الآن يتدلى، حزين، مثل واحد بائس،

    أو مجنونة بعناية، أو متقاطعة في حب ميؤوس منه.

ذات صباح كنت أفتقده على التل المخصص،

    على طول المرج وقرب الشجرة المفضلة له؛

جاء آخر. ولا حتى الآن بجانب الغدير،

    ولم يكن هو فوق العشب ولا على الغابة.

التالي، مع حزن مستحق في مجموعة حزينة

    تباطأ في طريق الكنيسة رأيناه يحمل: -

اقترب واقرأ (لأنك تستطيع أن تقرأ) العلماني

    حفر على الحجر تحت شوكة عميقة".
الأسطر 101-116
يتم تضمين ضريح بعد اختتام القصيدة. تكشف النقاب عن الشاعر الذي كان قبره محور القصيدة غير معروف وغامض. منعت الظروف الشاعر من أن يصبح شيئًا أعظم، وانفصل عن الآخرين لأنه لم يتمكن من المشاركة في شؤون حياتهم المشتركة:

## فهرس
- Anonymous (1896)، "Academy Portraits: V.--Thomas Gray"، The Academy، London: Alexander and Shepheard، ج. 50 (July–December 1896)
- Arnold، Matthew (1881)، The English Poets، London: Macmillan and Co.، ج. III
- Benedict، Barbara (2001)، "Publishing and Reading Poetry"، في Sitter، John (المحرر)، The Cambridge Companion to Eighteenth-Century Poetry، Cambridge University Press، ص. 63–82، ISBN:978-0-521-65885-0
- Bieri، James (2008)، Percy Bysshe Shelley، Baltimore: Johns Hopkins University Press
- Bloom، Harold (1987)، "Introduction"، في Harold Bloom (المحرر)، Thomas Gray's Elegy Written in a Country Churchyard، New York: Chelsea House
- Brady، Frank (1987)، "Structure and Meaning in Gray's Elegy"، في Harold Bloom (المحرر)، Thomas Gray's Elegy Written in a Country Churchyard، New York: Chelsea House
- Brooks، Cleanth (1947)، The Well Wrought Urn، Harcourt, Brace & World
- Carper، Thomas (1987)، "Gray's Personal Elegy"، في Harold Bloom (المحرر)، Thomas Gray's Elegy Written in a Country Churchyard، New York: Chelsea House
- Cazamian، Louis (1957)، A History of English Literature: Modern Times، Macmillan (New York) (Trans. W. D. MacInnes and Louis Cazamian)
- Cecil، David (1959)، "The Poetry of Thomas Gray"، في Clifford، James (المحرر)، Eighteenth Century English Literature، Oxford University Press
- Cohen، Ralph (2001)، "The Return to the Ode"، في Sitter، John (المحرر)، The Cambridge Companion to Eighteenth-Century Poetry، Cambridge University Press، ص. 203–224، ISBN:978-0-521-65885-0
- Colombo، John (1984)، Canadian Literary Landmarks، Hounslow Press
- Cudworth، Charles (1971)، "Thomas Gray and Music"، The Musical Times، Musical Times Publications، ج. 112، ص. 646–648، DOI:10.2307/957005، JSTOR:957005
- Clymer، Lorna (1995)، "Graved in Tropes: The Figural Logic of Epitaphs and Elegies in Blair, Gray, Cowper, and Wordsworth"، ELH، ج. 62، ص. 347–386، DOI:10.1353/elh.1995.0011، S2CID:161945136
- Day، Martin (1963)، History of English Literature 1660–1837، Garden City: Double Day
- Eliot، T. S. (1932)، Selected Essays، New York: Harcourt Brace
- Fulford، Tim (2001)، "'Nature' poetry"، في Sitter، John (المحرر)، The Cambridge Companion to Eighteenth-Century Poetry، Cambridge University Press، ص. 109–132، ISBN:978-0-521-65885-0
- Garrison, James D., A Dangerous Liberty: Translating Gray's Elegy, University of Delaware 2009
- Gibson, John, with Peter Wilkinson, and Stephen Freeth (eds), Thomas Gray: Elegy in a Country Church Yard, Latin Translations, 1762–2001, (Orpington, 2008)
- Golden، Morris (1988)، Thomas Gray، Boston: Twayne Publishers
- Gosse، Edmund (1918)، Gray، London: Macmillan and Co.
- Gray، Thomas (1903). Bradshaw، John (المحرر). The Poetical Works of Thomas Gray. London: G. Bell and Sons.
- Griffin، Dustin (2002)، Patriotism and Poetry in Eighteenth-Century Britain، Cambridge University Press
- Haffenden، John (2005)، William Empson: Among the Mandarins، Oxford University Press
- Holmes، Richard (1976)، Shelley: The Pursuit، London: Quartet Books
- Hough، Graham (1953)، The Romantic Poets، London: Hutchinson's University Library
- Hutchings، W. (1987)، "Syntax of Death: Instability in Gray's Elegy Written in a Country Churchyard"، في Harold Bloom (المحرر)، Thomas Gray's Elegy Written in a Country Churchyard، New York: Chelsea House
- Johnson، Samuel (1979)، Johnson on Shakespeare، Orient Longman
- Johnston، Kenneth (2001)، The Hidden Wordsworth، New York: Norton
- Jones، W. Powell (1959)، "Johnson and Gray: A Study in Literary Antagonism"، TModern Philologys، ج. 56، ص. 646–648
- Ketton-Cremer، R. W. (1955)، Thomas Gray، Cambridge: Cambridge University Press
- Lonsdale، Roger (1973)، "The Poetry of Thomas Gray: Versions of the Self"، Proceedings of the British Academy، ص. 105–123
- Mack، Robert (2000)، Thomas Gray: A Life، New Haven and London: Yale University Press، ISBN:0-300-08499-4
- Martin, John (ed.), Elegy Written in a Country Church-yard: With Versions in the Greek, Latin, German, Italian, and French Languages (London 1839)
- Mileur، Jean-Pierre (1987)، "Spectators at Our Own Funerals"، في Harold Bloom (المحرر)، Thomas Gray's Elegy Written in a Country Churchyard، New York: Chelsea House
- Morris، David B. (2001)، "A Poetry of Absence"، في Sitter، John (المحرر)، The Cambridge Companion to Eighteenth-Century Poetry، Cambridge University Press، ص. 225–248، ISBN:978-0-521-65885-0
- Nicholls، Norton، المحرر (1836)، The Works of Thomas Gray، London: William Pickering
- Northup، Clark (1917)، A Bibliography of Thomas Gray، New Haven: Yale University Press; there is a version online at the Thomas Gray Archive
- Richards، I. A. (1929)، Practical Criticism، London: K. Paul, Trench, Trubner
- Ryals، Clyde de L. (1996)، The Life of Robert Browning، Oxford: Blackwell
- Rzepka، Charles (1986)، The Self as Mind، Cambridge: Harvard University Press
- Sacks، Peter (1985)، The English Elegy، Johns Hopkins University Press
- Sha، Richard (1990)، "Gray's Political Elegy: Poetry as the Burial of History"، Philological Quarterly، ص. 337–357
- Sherbo، Arthur (1975)، English Poetic Diction from Chaucer to Wordsworth، Michigan State University Press
- Sitter، John (2001)، "Introduction"، في Sitter، John (المحرر)، The Cambridge Companion to Eighteenth-Century Poetry، Cambridge University Press، ص. 1–10، ISBN:978-0-521-65885-0
- Smith، Adam (1985)، Lectures on Rhetoric and Belles Lettres، Indianapolis: Liberty Fund
- Smith، Eric (1987)، "Gray: Elegy Written in a Country Churchyard"، في Harold Bloom (المحرر)، Thomas Gray's Elegy Written in a Country Churchyard، New York: Chelsea House
- Spacks، Patricia (1967)، The Poetry of Vision، Harvard University Press
- Starr، Herbert (1968)، "Introduction"، في Herbert Starr (المحرر)، Twentieth Century Interpretations of Gray's Elegy، Englewood Cliffs: Prentice Hall
- Torri, Alessandro, L'elegia di Tommaso Gray sopra un cimitero di campagna tradotta dall'inglese in più lingue con varie cose finora inedite, Verona 1819
- Turk ,Thomas N., "Search and Rescue: An Annotated Checklist of Translations of Gray’s Elegy", Translation and Literature, Edinburgh University 2013, pp. 45–73
- Turner، Paul (2001)، The Life of Thomas Hardy، Oxford: Blackwell
- Weinbrot، Howard (1987)، "Gray's Elegy: A Poem of Moral Choice and Resolution"، في Harold Bloom (المحرر)، Thomas Gray's Elegy Written in a Country Churchyard، New York: Chelsea House
- Weinfield، Henry (1991)، The Poet Without a Name: Gray's Elegy and the Problem of History، SIU Press
- Williams، Anne (1984)، The Prophetic Strain، University of Chicago Press
- Williams، Anne (1987)، "Elegy into Lyric: Elegy Written in a Country Churchyard"، في Harold Bloom (المحرر)، Thomas Gray's Elegy Written in a Country Churchyard، New York: Chelsea House
- Wimsatt، W. K. (1970)، "Imitations as Freedom"، في Reuben Brower (المحرر)، Forms of Lyric، New York: Columbia University Press
- Wright، George (1976)، "Eliot Written in a Country Churchyard: The Elegy and the Four Quartets"، ELH، ج. 42، ص. 227–243
- Young، John (1783)، A Criticism on the Elegy Written in a Country Church Yard، London: G. Wilkie

## روابط خارجية
- «مرثية مكتوبة في ساحة الكنيسة الريفية»، من أرشيف توماس غراي (جامعة أكسفورد).

- «مرثية مكتوبة في ساحة الكنيسة الريفية»، من مؤسسة الشعر مع مناقشة حول القصيدة.